# Хіямуґі

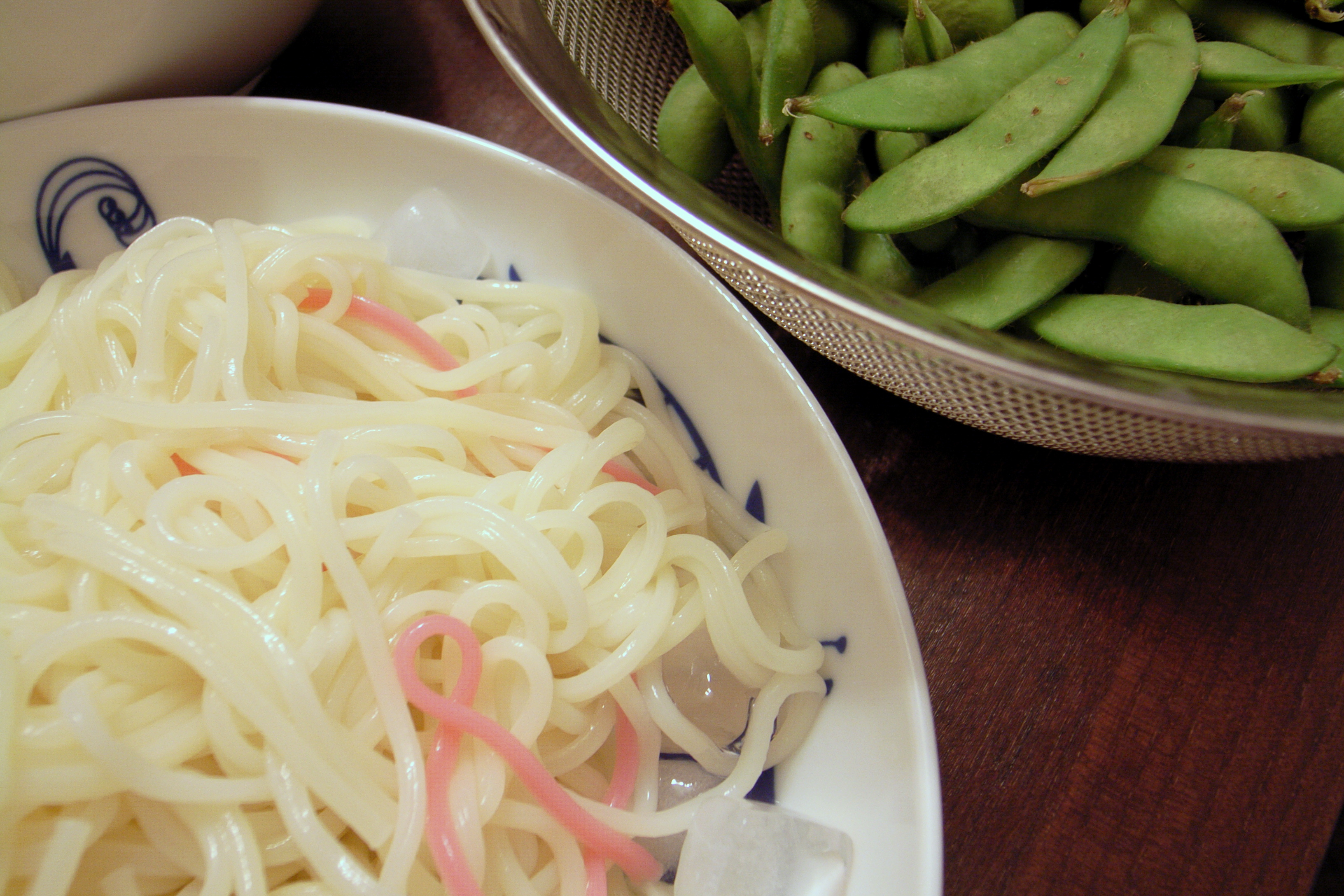
Хіямуґі і едамаме.

Хіямуґі (яп. 冷麦; буквально «охолоджена пшениця») — дуже тонка висушена японська локшина з пшениці. Вона подібна, хоча й трохи товща ніж найтонша японська локшина, що називається сомен. Тобто вона є другою найтоншою японською локшиною. Локшина західної кухні, що найбільше нагадує хіямуґі — вермішель.
Хіямуґі, як і сомен, традиційно подають холодною протягом літніх місяців. Хоча сомен іноді подається гарячим у страві під назвою нюмен, локшина хіямуґі зазвичай холодна, іноді подається з льодом або плаваючою у воді в прозорій скляній мисці. Охолоджену локшину подають із соусом для занурення, який називається цукедзіру, який готується з дасі, соєвого соусу та міріну. До неї можуть додавати шіїтаке, нарізану зелену цибулю, тертий імбир, кунжут чи міоґу.
Різниця між соменем та хіямуґі, полягає в тому, що хіямуґі отримують за рахунок нарізання ножем, а сомен витончують розтягуючи тісто. Згідно з японськими сільськогосподарськими стандартами («Стандарти маркування якості сушеної локшини») локшина хіямуґі, приготована механічним шляхом, має діаметр між 1,3 та 1,7 мм. Локшина тонша від 1,3 мм — сомен, товща від 1,7 мм — удон. Хіямуґі може класифікуватися також як тонкий удон. У випадку ручного виробництва, і сомен, і хіямуґі має товщину меншу ніж 1,7 мм, і класифікується як тенобе хіямуґі.

## Історія
Хіямуґі згадується в «Дзенрін Коута», тексті XIV століття Ріойо Шоґея, в якому критикується дзен-буддизм. Цей текст був написаний незабаром після закінчення періоду Камакура і є єдиною відомою літературною згадкою про локшину хіямуґі протягом цього періоду. За словами Шоґея, в храмовому комплексі Шококу-дзі були заклади для виробництва локшини удон, хіямуґі та булочок на пару, які називаються манджю. У комплексі Шококу-дзі храм Унчо-ін відповідав за виробництво хіямуґі. Через популярність цього стилю локшини в літні місяці, виробництво хіямуґі розпочиналося 14 квітня щороку в храмі Унчо-ін.
У записах «Онріо-кен Нічіроку», які Кікей Сіндзуї занотував між 1435 і 1466 роками в храмі Рокуон-дзі, який також є частиною храмового комплексу Шококу-дзі, не згадується про «щоденну локшину», яку подавали ченцям. Однак там згадується хіямуґі серед локшини, яку подають відвідувачам та гостям як частину обіду токі (時).
Хіямуґі згадується в щоденниках XV століття японського дворянина Ямашіни Норітокі, де сказано, що 19 червня 1405 року його відвідав один Ґенсейдо, якому запропонували літню трапезу з хіямуґі.